# Kumla, Tärna och Kila pastorat
Kumla, Tärna och Kila pastorat är ett pastorat i Norra Västmanlands kontrakt i Västerås stift i Sala kommun i Västmanlands län. 
Pastoratet fick sitt namn 2016 och bestod till 2025 av följande församlingar:
- Kumla församling
- Tärna församling
- Kila församling

1 januari 2025 gick församlimgarna samman i en gemensam församling Kumla, Tärna och Kila församling som  utgör ett enförsamlingspastorat med oförändrad pastoratskod.
Pastoratskod är 051510.